# Peach Orchard (Arkansas)
Peach Orchard es una ciudad ubicada en el condado de Clay en el estado estadounidense de Arkansas. En el Censo de 2010 tenía una población de 135 habitantes y una densidad poblacional de 52,86 personas por km².

## Geografía
Peach Orchard se encuentra ubicada en las coordenadas 36°16′53″N 90°39′40″O / 36.28139, -90.66111. Según la Oficina del Censo de los Estados Unidos, Peach Orchard tiene una superficie total de 2.55 km², de la cual 2.55 km² corresponden a tierra firme y (0%) 0 km² es agua.

## Demografía
Según el censo de 2010, había 135 personas residiendo en Peach Orchard. La densidad de población era de 52,86 hab./km². De los 135 habitantes, Peach Orchard estaba compuesto por el 97.78% blancos, el 0% eran afroamericanos, el 1.48% eran amerindios, el 0% eran asiáticos, el 0% eran isleños del Pacífico, el 0% eran de otras razas y el 0.74% pertenecían a dos o más razas. Del total de la población el 0.74% eran hispanos o latinos de cualquier raza.